# Ghiacciaio Wotkyns
Il ghiacciaio Wotkyns (in inglese Wotkyns Glacier) è un ghiacciaio situato nell'entroterra della costa di Hobbs, nella parte occidentale della Terra di Marie Byrd, in Antartide. Il ghiacciaio, il cui punto più alto si trova 1 628 m s.l.m., fluisce in direzione nord a partire dal versante orientale dell'altopiano Michigan, in particolare dalla scarpata Watson, scorrendo lungo il fianco occidentale delle colline Caloplaca, fino ad unire il proprio flusso a quello del ghiacciaio Reedy, pochi chilometri a sud dalla riva della costa di Gould.

## Storia
Il ghiacciaio Wotkyns è stato mappato dallo United States Geological Survey grazie a ricognizioni terrestri dello stesso USGS e a fotografie aeree scattate dalla marina militare statunitense nel periodo 1960-64; esso è stato poi così battezzato dal Comitato consultivo dei nomi antartici in onore di Grosvenor S. Wotkyns, membro del personale ospedaliero di stanza alla stazione Byrd nel 1962.